# Ameerega bassleri
Ameerega bassleri – gatunek płaza bezogonowego z rodziny drzewołazowatych (Dendrobatidae). 

## Występowanie
Gatunek żyje w północnym Peru, w dorzeczu Amazonki. Był obserwowany w przedziale wysokości od 180 do 1262 m n.p.m. Żyje na lądzie i w słodkiej wodzie.

## Status
Liczebność spada. Największym zagrożeniem jest rozwój rolnictwa.